# Loarre
Loarre (aragónul Lobarre) település Spanyolországban, Huesca tartományban. Loarre Ayerbe községgel határos. Lakosainak száma 351 fő (2024).

## Népesség
A település népessége az utóbbi években az alábbiak szerint változott:
| Lakosok száma | 394  | 397  | 392  | 376  | 369  | 338  | 337  | 338  | 345  | 351  |
|               | 2001 | 2004 | 2006 | 2009 | 2011 | 2014 | 2016 | 2019 | 2021 | 2024 |